# Horacio Larrosa
Horacio "Pipi" Larrosa (Buenos Aires, Argentina; 1944 - Ibídem; 6 de octubre de 2010) fue un periodista y directivo de televisión argentino. Fue director de los noticieros de los canales ATC, Azul TV y Telefé.

## Carrera
A principios de la década de 1980, Larrosa estuvo a cargo de la creación de 60 minutos, un programa noticiario que fue conducido por José Gómez Fuentes, María Larreta, Oscar Otranto, Nicolás Kasanzew, Enrique Alejandro Mancini y a Silvia Fernández Barrio. Este programa se emitió durante la dictadura militar.
En 1985 Larrosa pasó a Canal 9, dirigiendo Nuevediario, hasta 1995 donde fue sustituido por Lucía Suárez. Allí, modificó la forma de dar noticias del momento, llevando el índice de audiencia del noticiero por encima de los programas de entretenimiento en varias ocasiones.
En enero de 1999, Larrosa tomó la dirección del noticiero de Telefe y, bajo el eslogan, Hay una nueva realidad le dio mayor relevancia a las notas policiales y de interés general.
Algunos periodistas y conductores televisivos que se formaron con Larrosa fueron Ángel Rey, Claudio Rígoli y José de Zer.  
Fue productor también de Las cuatro horas, que salía por la Radio Mitre estatal, y que tenía como columnista a Ramón Camps. También se desempeñó como gerente de Noticias de Radio Argentina. En su momento el general Camps lo había previsto como director general del Canal Paraná -Entre Ríos,
Posteriormente asesoró a empresas y políticos en la forma de manejar sus comunicaciones y, en los últimos años trabajó para el equipo de prensa del gobernador Daniel Scioli.

## Fallecimiento
El periodista  y creador de noticieros Horacio Larrosa murió el 6 de octubre de 2010, a los 66 años, a causa de un cáncer de pulmón, que desembocó en un paro cardiorrespiratorio cuando se dirigía a una consulta médica. Sus restos fueron inhumados en cementerio Memorial de Pilar. Larrosa, quien estaba casado y tenía dos hijos, había sido intervenido quirúrgicamente del corazón.

## Televisión
- 1996: Pueblo noticias (Primera edición), conducido por Mario Socolinsky y Marisa Andino.
- 1990/1995: Nuevediario
- 1980: 60 minutos
- 1975: Siesta, con Víctor Sueiro, Daniel Mendoza y Perla Caron, por Canal 7 de Buenos Aires.